# Le Rouget
Le Rouget korábbi község (település) Franciaországban, Cantal megyében. 2016. január 1-jén Pers községgel egyesült és delegált községként Le Rouget-Pers új község része lett.
Lakosainak száma 963 fő (2018. január 1.). Le Rouget Cayrols, Omps, Pers, Roumégoux és Saint-Mamet-la-Salvetat községekkel határos.

## Népesség
A település népességének változása:
| Lakosok száma | 834  | 918  | 902  | 910  | 957  | 981  | 976  | 984  | 973  | 963  |
|               | 1962 | 1968 | 1982 | 1990 | 2006 | 2008 | 2013 | 2015 | 2017 | 2018 |